# Ефекти технологије на инвалидитет
Ефекти технологије на инвалидитет често утичу позитивно али и негативно на промену приступа особама са инвалидитетом као и на њихове жеље за правима. Ти утицаји делимично ће бити пприказани на овој страници.

## Полазне основе
Изнијансиране етнографије указују на потенцијално двоструке утицаје технологија, које нису (само) намењене особама са инвалидитетом (као што су комуникационе технологије и медији), као и технологија које имају за циљ да побољшају квалитет њиховог живота (као што су знаковни језици, помагала за кретање, слушни апарати или Брајево писмо).
Касандра Хартблеј (Cassandra Hartblay), на пример, разматра како је прича о рампама за инвалидска колица у Русији уграђена као врста моралне обавезе између грађана и државе. Када је таква инфраструктура више естетска него приступачна, неуспели дизајн скреће пажњу на то како идеја приступа кружи као телеологија напретка без нужног задовољавања потреба корисника.
Идеје о напретку подједнако играју улогу у Кохрмановој анализи циклусних технологија у Кини (Kohrman’s analysis of cycle technologies in China),  у којој  аутор анализе наводи да урбани мушкарци који тешко ходају могу да усвоје трицикле и мотоцикле са ручним погоном захваљујући иницијативама државног савеза, али док се њихова физичка покретљивост може повећати, ова технологија скреће пажњу на чињеницу да такве особе имају потешкоћа да ходају, чиме се заправо парадоксално повећавају негативне асоцијације на непокретност.
Виртуелни свет може повећати осећај већег деловања особа са инвалидитетом, али  он истовремено има и онемогућавајуће ефекте, као што то Боелсторф (2015) наводи у својој етнографији онлајн света Second Life.  Пол Антзе (2010) такође подвлачи како људи са дијагнозом аутизма користе друштвене медије да истовремено прихвате и одбаце етикету инвалидитета.
Медицинска технологија посебно повећава капацитет за дијагностиковање и дефинисање оштећења. Побољшања пренаталног скрининга и еугеничке технологије, на пример, чине све могућим да се изабере да ли ће неко имати дете са оштећењем или не (Ландсман 2008). Антрополози описују искуства родитеља који имају приступ таквим технологијама и који се налазе пред тешким моралним дилемама, несвесно постајући, по речима Рејне Рап, „морални пионири” када се опредељују за инвалидитет.
Одабир промене (не)способности је подједнако контроверзан: употреба кохлеарних имплантата за глуву децу, на пример, довела је до забринутости око искорењивања културе глувих јер се такви уређаји се имплантирају хируршки и обезбеђују звук путем електромагнетних таласа.
Повећани број дијагнозе је такође подстакао стварање нових категорија инвалитности као што су генетске „абнормалности“, и пораст свести о стањима као што су менталне болести, емоционалне сметње и сметње у учењу.
Петрина (2002), на пример, описује како наука постаје кључни ресурс за преговоре о „биолошком држављанству“ за брзо растућу популацију која тврди да је изложеност радијацији новој категорија оштећења како би се приступило здравственој заштити коју спонзорише влада након украјинске катастрофе у Чернобињу.
Антрополози су такође разматрали ефекте савременог пораста свести о аутизму (видети Соломон 2010). Антзе (2010) и описује тензију између медицинског и социјалног где људи са дијагнозом аутизма подвлаче разноликост аутизма, али морају веродостојно да отелотворе стање које представљају да би били схваћени озбиљно.
Према речима Вајта и Ингстада, осетљиве етнографије често показују тензију између способности технологије да прекине тишину и ризика од медикализације инвалидитета... дефинишући га као болест која се може лечити (у приватним клиникама!) а не као разлику! које се може прихватити и са којом се може живети.

## Спољаше везе
- Disability - www.anthroencyclopedia.com (језик: енглески)